# Baurusuchus salgadoensis
O Baurusuchus salgadoensis é uma espécie de paleocrocodilo extinto há cerca de 90 milhões de anos, contando com cerca de 3 metros de comprimento e cerca de 400 kg.
Foi descoberto por pesquisadores brasileiros, na cidade de General Salgado, daí o nome salgadoensis. Nessa descoberta, foram encontrados onze esqueletos quase completos da espécie.

## Descrição
Esses paleocrocodilos, segundo especialistas, viveram no período Cretáceo. A descoberta foi por volta dos anos 90, na cidade já citada, quando Tadeu Arruda, um professor do ensino fundamental e médio encontrou os primeiros fósseis com a ajuda de seu aluno Clésio dos Reis Felicio e seu irmão Francisco Felicio Filho.
De acordo com vários especialistas, o Baurusuchus salgadoensis viveu no período em que os continentes estavam reunidos em dois grandes blocos, e o bloco que ele habitava chamava-se Gondwana. Os Baurusuchus salgadoensis, assim como os crocodilos atuais, eram exímios caçadores. Possuíam pernas relativamente longas e dentes incrivelmente afiados.
Na época em que esses animais andavam sobre a Terra, a mesma estava em um situação instável, com grandes períodos de seca e escassez de água.
Antes da descoberta do B. salgadoensis, espécies semelhantes foram encontradas no Paquistão, na Ásia, o que, segundo pesquisadores, pode sugerir que houve um possível movimento migratório entre os continentes.